# Plouc
Plouc est un terme argotique utilisé pour désigner, à l'origine, les paysans bretons ou les gens d'origine bretonne. Ce terme est surtout employé de manière péjorative pour décrire le stéréotype d'un campagnard simple et/ou rustre (aussi appelé « péquenaud », « bouseux » ou « nigaud ») en vue de s'en moquer.

## Historique
À la fin du XIXe siècle, de nombreuses familles paysannes bretonnes, ne parvenant plus à vivre de leur terre et vivant dans la misère tentent leur chance à Paris. La capitale, accueillait près de 200 000 Bretons à la veille de la Première Guerre mondiale.
Rustres et parlant mal ou pas du tout le français, ils sont vus avec condescendance et mépris par les Parisiens, alors même qu'ils constituent une main d'œuvre bon marché en étant cochers pour les hommes, gens de maisons, servants, cuisiniers et maîtres d'hôtel. Cette situation inspira notamment le personnage de Bécassine. Il semble que ce soient les Parisiens qui les aient surnommés ainsi, en référence aux nombreuses localités  dont le nom commence par « plou » qui signifie « paroisse » en breton, en Bretagne et dont une partie de ces exilés était originaire. Le terme serait apparu vers 1880.

## Usage
Le mot plouc, péjoratif dès son apparition en Bretagne en 1880, est d'origine incertaine. Il a d'abord désigné un paysan, avant de s'étendre à son stéréotype : celui qui a des manières grossières et des goûts triviaux. Le terme pourrait aussi être une altération du mot ploum, qui a le sens de « rustre » au XIXe siècle.
Le terme gagne la capitale au XIXe siècle puis est popularisé par Louis Ferdinand Céline qui l'utilise dans son livre Mort à crédit en 1936 : « Je me tenais comme un vrai plouc ! ».
L'origine habituellement admise du terme « plouc » serait une apocope (une abréviation) des noms de communes bretonnes en « plou » (« paroisse » en langue bretonne) tournant en dérision leurs habitants.
L'origine de « plouc » pourrait aussi être rattachée au terme anglais « ploughman » (laboureur en français), de « plough » (charrue). On note aussi qu'en picard, un « plouc » est un gros paysan, équivalent du laboureur ou « coq de village » de l'Ancien Régime. Le terme « plouc » existe aussi en argot en Belgique francophone, pour désigner un soldat sans grade, sans la référence bretonne.
Le terme « plouc » a été choisi comme titre de roman par différents auteurs, comme Youenn Coic ou Jean Rohou (dans son livre Fils de ploucs, ce livre évoquant les mutations de la Bretagne). Plus tard, le livre de Charles Williams Fantasia chez les ploucs a été porté à l'écran en 1971 par Gérard Pirès, avec comme acteurs principaux Lino Ventura et Mireille Darc.

## Dans la littérature
- Fils de ploucs, Jean Rohou. Édition Ouest France, 2005

## Au cinéma
- Fils de plouc est un film réalisé en 2021 par Harpo Guit et Lenny Guit avec Maximilien Delmelle, Harpo Guit.